# Wieczna pamięć

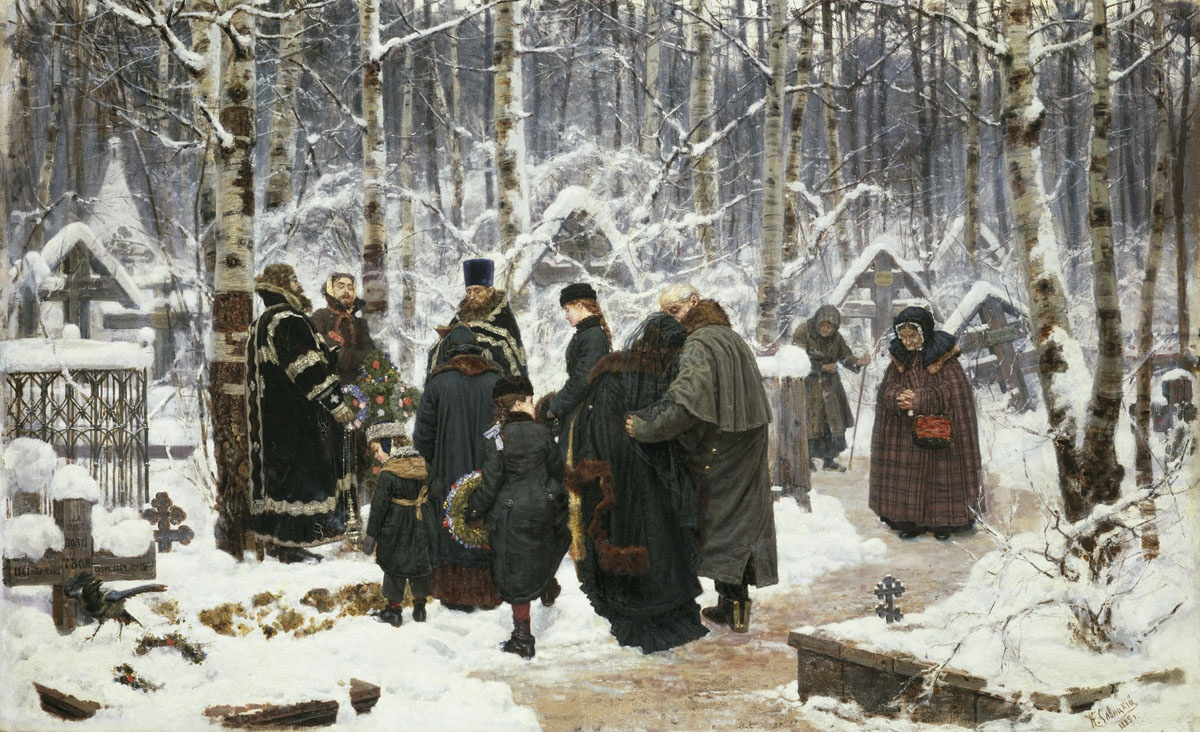
Obraz
Konstantin Sawicki (malarz) Panichida na cmentarzu w dziewiąty dzień po śmierci. Śpiew formuły Wieczna pamięć kończy w prawosławiu każde nabożeństwo w intencji zmarłych

Wieczna pamięć (gr. αἰωνία ἡ μνήμη, eonia i mnimi, cs. вѣ́чнаѧ па́мѧть) – uroczysta formuła wspomnienia zmarłych w Kościele prawosławnym oraz w katolickich Kościołach wschodnich, wykonywana na zakończenie panichidy lub nabożeństwa pogrzebowego.
Wyrażenie Wieczna pamięć było początkowo w Kościele chrześcijańskim formułą wyrażającą głęboki szacunek wobec szczególnie zasłużonej osoby, niezależnie od tego, czy chodziło o zmarłego, czy też o osobę nadal żyjącą. Z czasem jego użycie zawęziło się do osób nieżyjących, nadal jednak dotyczyły wyłącznie postaci o wyjątkowych zasługach. W takim znaczeniu pojawia się w aklamacji soboru chalcedońskiego: Wieczna pamięć Cyrylowi. Formuła Wieczna pamięć weszła również do obrzędu Triumfu Prawosławia, upamiętniającego koniec ikonoklazmu i przywrócenie kultu ikon w 843. W obrzędzie tym odnosi się do zmarłych cesarzy bizantyńskich – dobroczyńców i obrońców Kościoła oraz do zmarłych biskupów chrześcijańskich.
Z czasem w prawosławnej praktyce liturgicznej formuły Wieczna pamięć zaczęto używać w odniesieniu do każdego zmarłego, na zakończenie nabożeństwa panichidy. W tak utrwalonej formie składa się ona z dwóch części: najpierw kapłan lub diakon wygłasza aklamację (cs. wozgłas) Wo błażennom uspienii wiecznyj pokoj podażd' Gospodi, usopszym rabom Twoim (tu padają imiona zmarłych), i sotwori im wiecznuju pamiat'  (w przekładzie polskim Henryka Paprockiego W błogosławionym odpoczynku daj wieczny pokój, Panie, zmarłym sługom Twym (imię) i uczyń mu wieczną pamięć), na którą wierni odpowiadają trzykrotnym śpiewem Wieczna pamięć. W tym momencie powinno nastąpić trzykrotne uderzenie w dzwony cerkiewne.
Wieczną pamięć śpiewa się również na zakończenie obrzędów pogrzebu osoby świeckiej lub dziecka, z tą różnicą, że aklamacja powinna wówczas brzmieć Wiecznaja pamiat' twoja dostobłażennie, i prisnopamiatnie bratie nasz. W praktyce liturgicznej każdy obrzęd pogrzebowy lub nabożeństwo w intencji zmarłych kończy się jednak śpiewem Wiecznej pamięci w jej najpopularniejszej, opisanej wyżej wersji. Wyjątkiem są nabożeństwa w intencji zmarłych mnichów w monasterach, podczas których trzykrotnie śpiewana jest odmienna formuła Wiecznaja wasza pamiat' dostobłażennii otcy, i bratija nasza prisno pominajemii.
Wieczna pamięć śpiewana jest wyłącznie w intencji tych zmarłych, którzy nie zostali kanonizowani. Dlatego podczas obrzędu ogłoszenia kanonizacji nowego świętego centralnym momentem jest odśpiewanie po raz ostatni tej formuły, a następnie pierwszy śpiew uwielbienia (cs. wieliczanije) danej osoby już jako świętej.